# Dalberto Teixeira Pombo
Dalberto Teixeira Pombo (Almofala (Figueira de Castelo Rodrigo), 9 de novembro de 1928 — Vila do Porto, 11 de dezembro de 2007) foi um naturalista, investigador e divulgador da história natural que se destacou como formador de jovens, em particular através da sua ação no Agrupamento dos Escuteiros de Santa Maria, do qual foi fundador e chefe durante muitos anos e pela constituição e dinamização do Centro de Jovens Naturalistas de Santa Maria.

## Biografia
Em 1952 veio para a antiga Direção-Geral da Aeronáutica Civil, na Ilha de Santa Maria, onde exerceu as funções de Escriturário de Tráfego, de Despachante de Mensagens e por último de Tesoureiro na já constituída ANA Aeroportos de Portugal S.A., onde se aposentou, em Dezembro de 1988.
Casou com Noémia Pombo, a 23 de abril de 1955, de cuja união houve um filho e duas filhas.
Tendo apenas o antigo curso Complementar do Liceu, não fez estudos universitários. Foi um autodidata que sempre se interessou pela Natureza e pelo Meio-Ambiente, tendo incentivado e ensinando a centenas de jovens as técnicas básicas de coleta, classificação, preparação e conservação de espécies e de amostras nas áreas da Botânica, Biologia e Geologia.
Colaborou com diversas instituições académicas e de pesquisa, portuguesas e estrangeiras, destacando-se:
- Universidade dos Açores - colaborador do Departamento de Biologia, desde Dezembro de 1977;
- Universidade de Lisboa - colaborador da Sociedade Portuguesa de Espeleologia, Entomologia e Centro de Fauna Portuguesa, então sob a tutela da Faculdade de Ciências;
- New Zealand Geological Survey
- Universidade de Colônia - colaborador do Instituto de Geologia
- Universidad de La Laguna (Canárias) - colaborador do Departamento de Biologia Animal;
- World Wide Fund for Nature
- Muséum d'histoire naturelle (Géneve)

Acompanhou muitos investigadores da Universidade dos Açores e de outras instituições, em pesquisas e expedições na ilha de Santa Maria não apenas na grande área da Biologia, mas também na de Entomologia, Geologia, Paleontologia, Biologia Marinha, Ecologia Terrestre e Ornitologia. Era responsável pela etiquetagem de tartarugas oriundas da América do Norte, que nas suas rotas migratórias eram encontradas ao largo do litoral de Santa Maria, realizando, igualmente, os registos de identificação das mesmas, para reenvio à comunidade científica.
Descobriu dezenas de espécies, tendo publicado as suas observações em diversos artigos científicos, em periódicos como o da Sociedade Portuguesa de Entomologia e outros. Dentre essas espécies, foi homenageado nomeadamente em cinco, que os investigadores classificaram o restritivo específico "pomboi":
- um crustáceo aquático (1974)[2]
- dois ácaros (1992),[3][4] e
- dois coleópteros (1991 e 2002),[5][6]

O recente apoio dos Estados Unidos à pretensão da Região Autónoma dos Açores, junto da União Europeia, para salvaguardar os recursos marinhos e manter a Zona Económica Exclusiva de 200 milhas marítimas, sob o argumento que as tartarugas da Flórida, fazem rota nestes mares, materializou-se a partir da colaboração desinteressada de Teixeira Pombo neste particular.
Foi um dos fundadores do Corpo Nacional de Escutas em Santa Maria (23 de Agosto de 1973), tendo sempre desenvolvido atividades com os escuteiros, tanto na ilha como em acampamentos e Jamborees fora dela.
Criou o "Centro dos Jovens Naturalistas", de que foi sempre o responsável, e através do qual promoveu a iniciação científica dos jovens através de atividades teóricas e práticas, tanto no em laboratório quanto em campo. Através dele publicou vários panfletos e brochuras de divulgação, iniciação científica e educação ambiental, destacando-se quatro "Boletins dos Jovens Naturalistas" com artigos, técnicas de coleta e preservação, curiosidades, ilustrações e bibliografia.
Juntamente com o "Clube dos Amigos e Defensores do Património-Cultural e Natural", realizou diversas atividades de educação ambiental e observação de aves marinhas migratórias e vegetação endémica dos Açores, integradas na "Campanha Bandeira Azul da Europa".
Participou dos programas de televisão "Aqui Açores" (RTP Açores, 1985) e "Praça da Alegria" (RTP) como entrevistado, divulgando algumas das peças mais expressivas das suas coleções.
A 27 de Julho de 2007 as suas coleções (borboletas, coleópteros, fósseis, aves embalsamadas) foram recolhida à Delegação da Ilha de Santa Maria da Secretaria Regional do Ambiente e do Mar onde, após serem devidamente catalogadas e tratadas, estão abertos à visitação pública.

## Homenagens

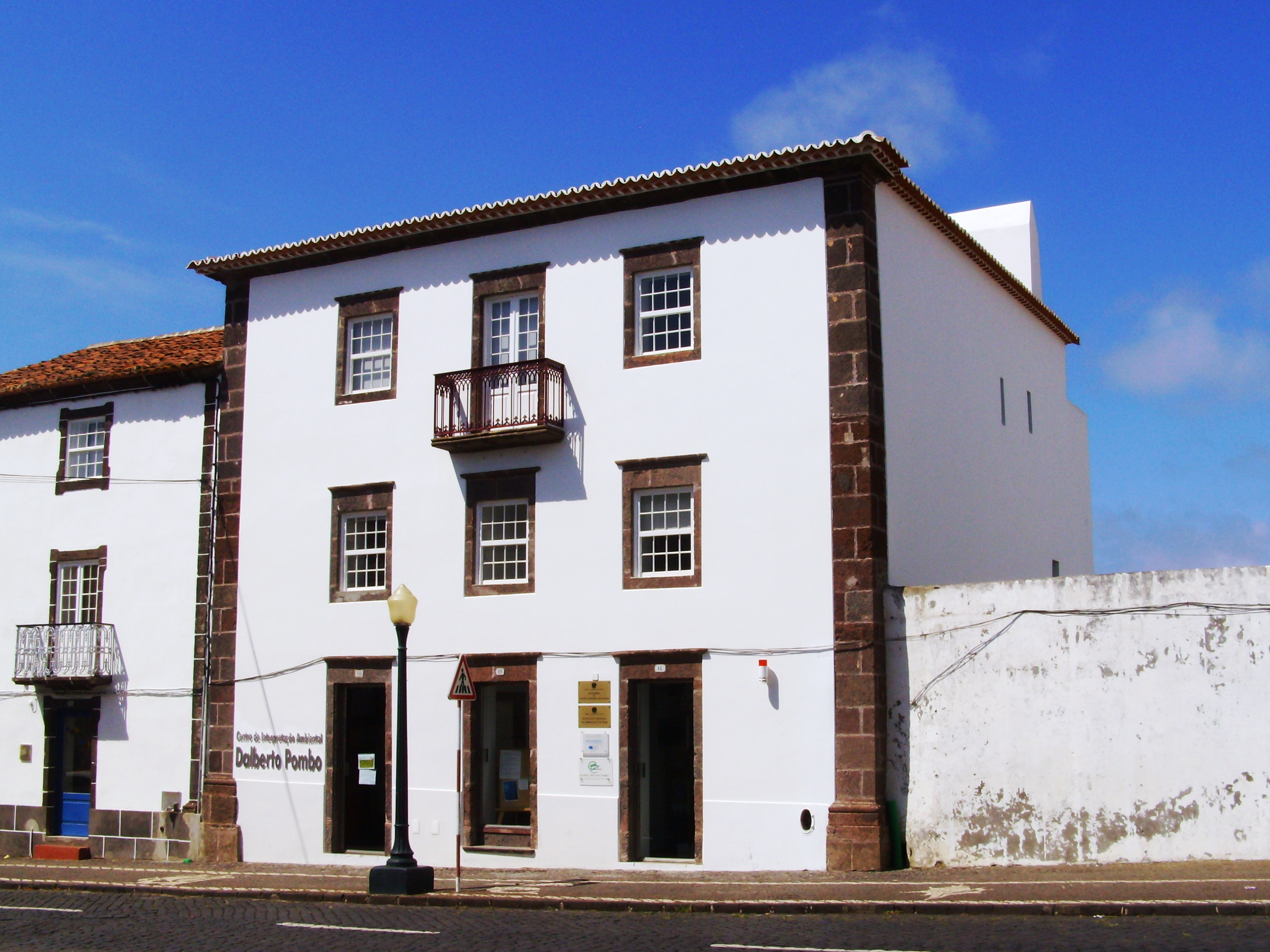
Centro de Interpretação Ambiental Dalberto Pombo, Vila do Porto.

Em 2005 foi condecorado com a Medalha de Agradecimento de Primeira Classe - Ouro, por dedicação e disponibilidade demonstradas para com o Agrupamento n.° 394 (Aeroporto), pelo Corpo Nacional de Escutas.
Postumamente, foi condecorado com a Insígnia Autonómica de Mérito, na categoria "Mérito Cívico", pelo Parlamento Açoriano (12 de Maio de 2008).
O Centro de Interpretação Ambiental da ilha de Santa Maria, nos Açores, recebeu o seu nome.

## Obra
- Boletim dos Jovens Naturalistas. N° 1, Outubro de 1970.
- Boletim dos Jovens Naturalistas. N° 2, Agosto de 1978.
- Boletim dos Jovens Naturalistas. N° 3, Julho de 1981.
- Boletim dos Jovens Naturalistas. N° 4, Dezembro de 1987.